# 水を吐くフグ
水を吐くフグ（みずをはくフグ）は、2019年3月10日に東京新聞のTwitterアカウントのツイートで紹介されたトラフグの通称。水を勢いよく吐いている姿が人気を博し、その後CG化やイラスト化やがなされ、さらに多数の派生作品が投稿されるなどインターネット・ミームとなった。

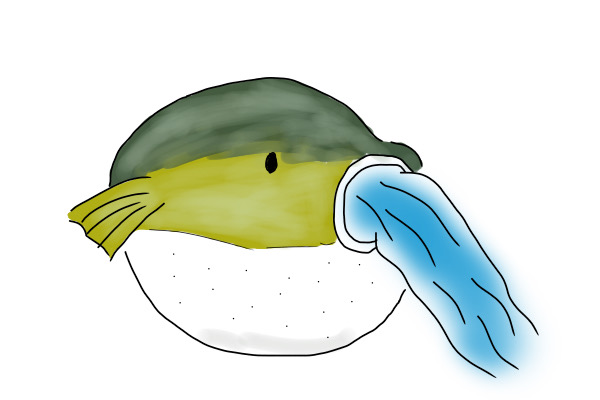
「水を吐くフグ」のイラスト

## ブーム
2019年（平成31年）3月10日、東京新聞のコーナー「親子で学ぶぅ」のTwitterアカウントが、秋田県の会社が岩手県雫石町で温泉水を利用して毒を持たないトラフグ（温泉トラフグ）を養殖しているという内容の投稿を行った。そこで掲載された写真がトラフグが吸い込んだ水を勢いよく吐き出している瞬間を捉えたもので、その姿が話題を呼んだ。
3月13日にはゲーム開発者が「水を吐くフグです」という文面と共に3D化したフグがビームのように水を吐き出すという内容の動画をツイートし、話題となった。さらに3月14日にフリー素材サイト「いらすとや」が「水を吐くフグのイラスト」としてイラストを公開した。この公開を知らせるツイートは3月15日時点で2万1000リツイートを集めた。
その後も「水を吐くフグ」をモデルとしたさまざまなイラストや動画、作品が投稿され、「水を吐くフグ」はTwitterを中心にネット上でブームとなった。
3月18日には上記のフグを養殖しているプラザホテル山麓荘グループの公式Twitterが「水を吐くフグ」の様子を収めた動画を投稿したところ3万を超えるいいねを集め、10日間で70万回を超える再生回数を記録した。
ここからさらに「水を吐くフグ」は、イルカの口に突かれて体が凹んだフグの写真や、カニのハサミに掴まれて皮が伸びてしまったフグの写真と共に「不遇なフグ」として人気を集めた。
3月20日には漫画家の大川ぶくぶが自身のTwitterで水を吐くフグを含めた「不遇なフグ」をネタとして盛り込んだ『ポプテピピック』の4コマ漫画を投稿し、話題となった。
3月24日にはフグの形の蛇口を作り「水を吐くフグ」を再現した動画が話題を呼び、「再現度高すぎ」や「商品化して欲しい」」「お風呂場のおもちゃに欲しい」などの声が寄せられた。さらに同日、陶芸家の川原直樹（枯山水）が「お茶を吐くフグ」として題して水を吐くフグを模して作った急須の写真をTwitterで公開し、1万2000リツイートを集めた。
ニコニコ動画では動画のコメント機能を用いて水を吐くフグのイラストを再現するユーザーも現れ、その完成度の高さを絶賛するコメントが書き込まれた。同年8月12日より4日間開催された「コミックマーケット96」では、水を吐くフグのコスプレをする参加者も現れた。
イー・ガーディアンによる2019年にTwitter上で多くツイートされたワードを調査した「SNS流行語大賞2019」にもノミネートされたが、トップ5入りは果たしていない。